# Сведение лучей

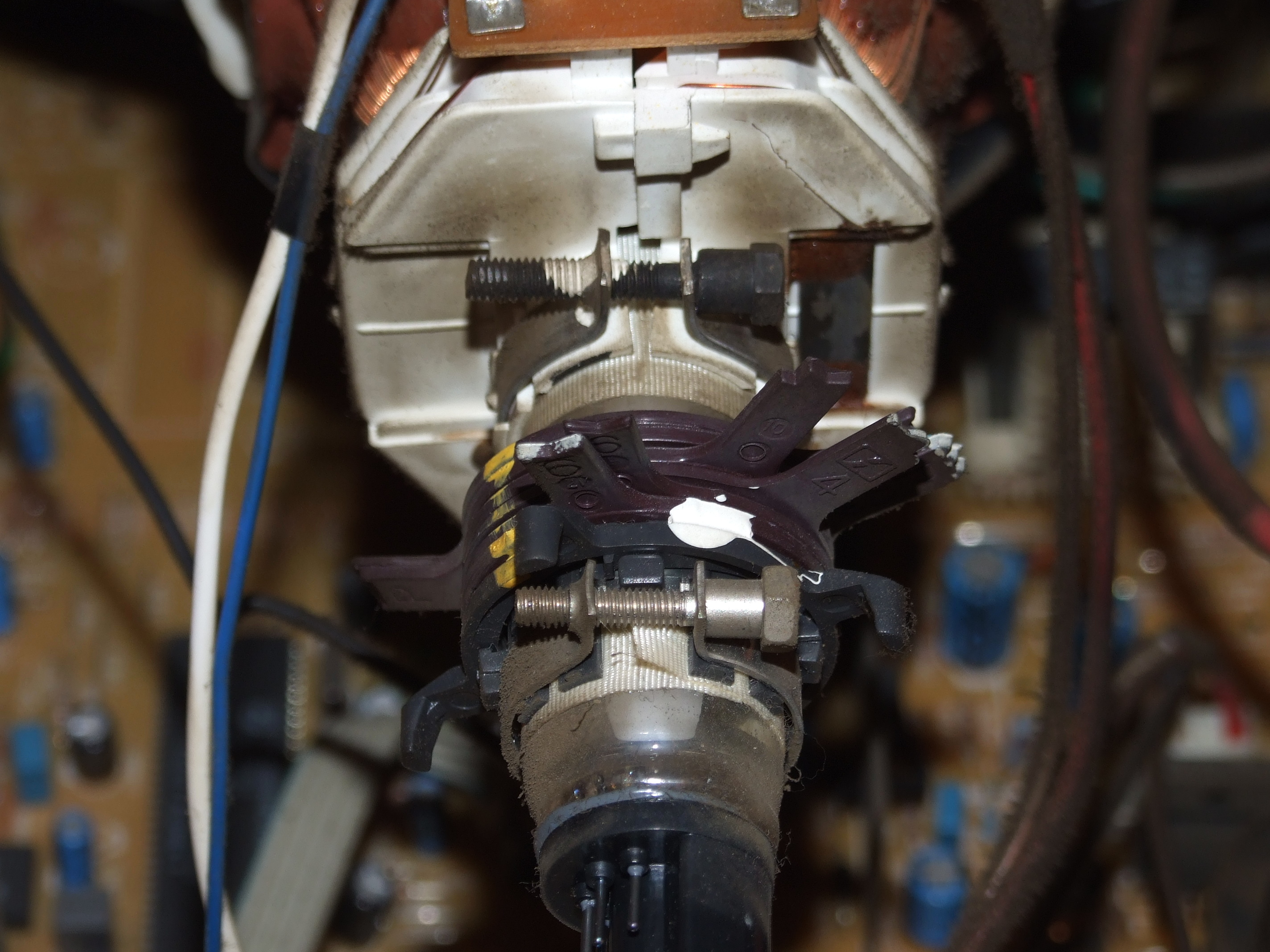
Магниты регулировки сведения лучей в кинескопе с планарным расположением пушек

Под сведе́нием лучей понимают настройку электронной пушки кинескопа для попадания всех трёх электронных лучей (отвечающих красному, зелёному и синему цвету) в соответствующие места на экране.
Целью сведения лучей является получение чёткого изображения и чистых цветов на экране кинескопа.
При нарушении сведения лучей происходит отклонение красного и синего от центрирующего зелёного. В этом случае на изображении видны цветные окантовки.

## Чистота цвета
Под чистотой цвета подразумевается попадание каждого электронного луча в соответствующий люминофор по всей поверхности экрана. Нарушение чистоты цвета может быть вызвано неправильной установкой отклоняющей системы, внешними магнитными полями либо остаточной намагниченностью элементов кинескопа.

## Статическое сведение
Статическим сведением называют совмещение трёх неотклоненных электронных лучей в центре экрана. Статическое сведение должно быть правильно установлено на заводе, тем не менее магнитные поля и прочие факторы могут нарушить статическое сведение. Для коррекции статического сведения обязательно имеются регулировочные магниты

## Динамическое сведение

Искажения растра для кинескопа с планарным расположением пушек

В то время как в центре экрана совмещение лучей может быть хорошим, на его краях может проявиться несведение. Оно вызывается несимметричным положением электронных пушек относительно вертикальной и горизонтальной осей кинескопа и использованием сравнительно плоской поверхности экрана. Для его устранения используется специальное устройство сведения, представляющее собой систему электромагнитов (в кинескопах с дельтаобразным размещением электронных пушек) или постоянных магнитов. Свой вклад в ухудшение сведения также вносят ошибки в установке и изготовлении отклоняющей системы.

## Устройства системы сведения
Устройство системы сведения лучей зависит от расположения электронных пушек.
- В случае дельтавидного расположения пушек (и использования теневой маски) на трубку устанавливается устройство сведения, на катушки которого подаются сигналы, формируемые блоком сведения из сигналов разверток. В блоке сведения имеются органы регулировки (переменные резисторы и индуктивности), которыми можно изменять размах и форму тока, протекающего по катушкам устройства сведения. Эти регулировки используются для настройки динамического сведения. Также на этих катушках установлены регулировочные магниты, которыми можно регулировать отклонение каждого луча раздельно, добиваясь статического сведения лучей. Регулировка чистоты цвета осуществляется поворотом двух кольцевых магнитов на горловине кинескопа и изменением положения отклоняющей системы. Регулировки статического и динамического сведения и чистоты цвета взаимно влияют друг на друга, поэтому настройка сведения проводится методом последовательных приближений.
- В случае планарного расположения пушек (и щелевой маски) статическое сведение лучей регулируется специальными кольцевыми магнитами на горловине кинескопа. Для динамического сведения не требуются дополнительные устройства (поэтому такие кинескопы называют кинескопами с «самосведением»). Динамическое сведение осуществляется полем строчных катушек, которые имеют специальную форму, позволяющую корректировать динамическое сведение и фокусировку. Однако эта особенность требует более точной установки отклоняющей системы на горловину кинескопа. Поэтому установка и юстировка отклоняющей системы нередко выполняется в заводских условиях, после чего отклоняющая система приклеивается к горловине кинескопа.

В телевидении сведение оценивается с помощью испытательных таблиц.